# Солунска (улица в София)
„Солунска“ е централна улица в София.
Разположена е между бул. „Христо Ботев“ и площад „Славейков“. Пресича се с бул. „Витоша“. Прилежащ на улицата е площад „Даскалов“.

## Забележителности
На улица „Солунска“ се намират:
- Къщата на Карекин Нъждех (№ 34).[1]
- Разсолковите къщи (№ 25-37). Ансамбълът е изграден в 1914 година по проект на архитект Кирил Маричков.[2]
- Първа евангелистка църква (№ 49).
- Къщата на Александър Радев (№ 56). Построена е през 1909 година за семейството на политика Александър Радев, архитект е Антон Торньов.[3]